# Dynamisch inhaalverbod
Een dynamisch inhaalverbod is een inhaalverbod voor vrachtwagens op tijden van grote verkeersdrukte. Door gebruik te maken van elektronische borden boven de weg, die alleen aangaan wanneer de verkeersdrukte dit vraagt, kan dit worden gerealiseerd.
In Nederland werd het systeem getest vanaf 2005, tot dan waren alle inhaalverboden statisch. Statische inhaalverboden werken met zogeheten venstertijden tijdens werkdagen, zodat vrachtwagenchauffeurs tijdens de spits niet mogen inhalen.
Het dynamisch inhaalverbod is een proef van het ministerie van Verkeer en Waterstaat. Vanaf 10 januari 2005 tot medio 2009 werkte het systeem op de A2 tussen Abcoude en Maarssen. Later in januari wordt het systeem ook getest op de A2/A76 tussen Grathem en knooppunt Ten Esschen in Limburg. De proef werd deels betaald door de Europese Commissie. Eind 2005 zouden de resultaten geëvalueerd worden.
Voordeel van dit systeem is dat het inhaalverbod kan worden ingesteld als het druk is, ook bijvoorbeeld in het weekend. Tijdens de rustige vakantieperioden hoeft er dan geen inhaalverbod te worden ingesteld. Op deze manier wordt de doorstroming op drukke tijden bevorderd en kunnen vrachtwagens in minder drukke tijden inhalen.